# Porotrichodendron mahahaicum
Porotrichodendron mahahaicum là một loài Rêu trong họ Lembophyllaceae. Loài này được (Müll. Hal.) M. Fleisch. miêu tả khoa học đầu tiên năm 1908.